# متروسدرس التلال
متروسدرس التلال (الاسم العلمي:Metrosideros collina) هو نوع من النباتات يتبع جنس المتروسدرس من فصيلة الآسية. تم وصف هذا النوع من النبات علمياً لأول مرة من قبل يوهان راينهولد فورستر وابنه يوهان غورغ فورستر سنة 1775 تحت اسم رقيقة الثمار التلية Leptospermum collinum. ثم وصفه آزا غراي سنة 1854.